# 塞夸尼人

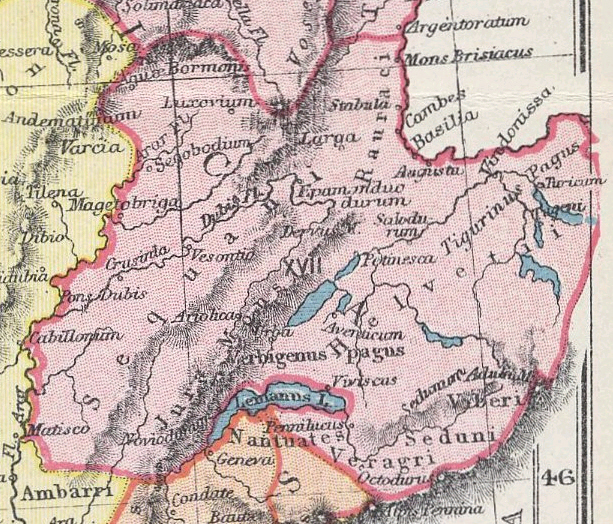
地圖的一部分，高盧，巴特勒1907年的輿圖呈現高盧在晚期羅馬帝國中的分區。 根據線索，地圖繪製出17個 Provinciae Galliae，「高盧省份」中，第17個，(Provincia) Maxima Sequanorum，「大塞夸尼亞」，由包含塞夸尼與赫爾維蒂的侏羅山，上頭表示的 XVII 而確定。

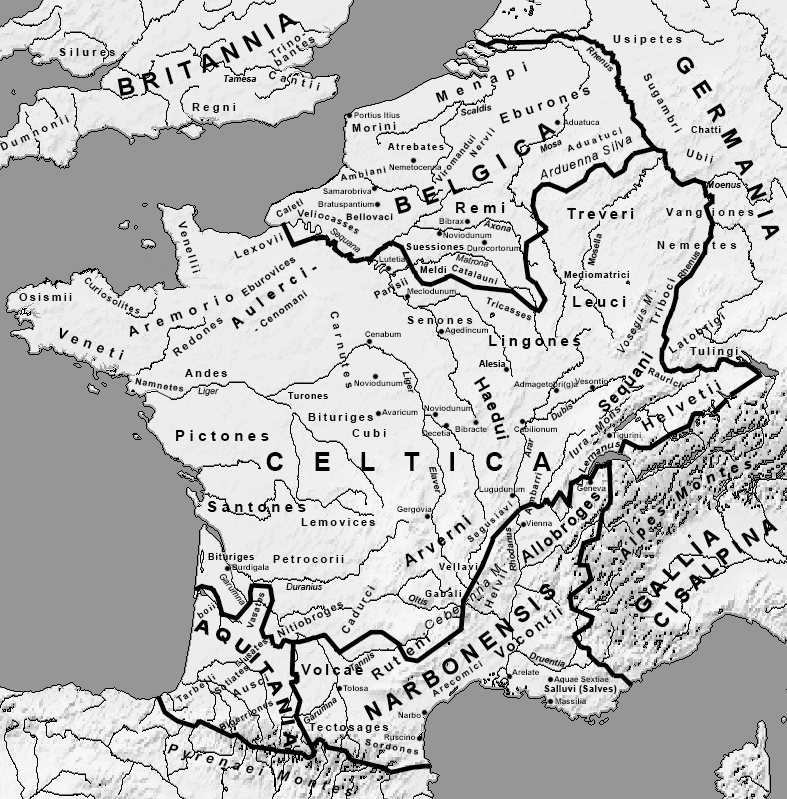
前1世紀高盧地圖，標示出凱爾特部落的位置

塞夸尼人（拉丁語：Sequani），依據古地理，是佔據阿拉爾（Arar，今索恩河）上游，杜省與侏儸山山谷之凱爾特族群，他們的疆域對應至現代弗朗什-孔泰大区和部分勃艮地地區。

## 詞源
塞夸尼是羅馬人稱呼他們的外來地名，極有可能基於相似的當地地名發音而來。當地地名目前不明確。塞夸尼像塞夸纳，於是凱薩取名為塞納，但塞夸尼人的疆域並不在塞納河流域。斯特拉波一開始替民間詞源的連結作處理，假設塞夸纳河流經塞夸尼領域是個地理上的錯誤。 為法文名字的索恩河，原先由凱爾特的Souconna延伸而來，河流形成塞夸尼人的西方界線。羅馬人稱其阿拉爾。威廉·史密斯假設塞夸尼和Souconna有關聯。

## 地理
塞夸尼人的疆域可由古代作家的紀錄來確定 。 侏羅山把塞夸尼人與在東方的赫爾維蒂人分開，但山歸屬塞夸尼人，作為塞夸尼亞在羅納河與萊芒湖間的狹窄通道。 他們並沒有占領索恩河與羅納河的匯流點，因為赫爾維蒂人在那掠奪愛杜依人。 由侏羅向西延伸，南方邊界估計到馬孔，但馬孔屬於愛杜依人。 斯特拉波說阿拉爾河將塞夸尼人與愛杜依人、林貢斯人分開，意即塞夸尼在左或是東，只有索恩河的岸邊。 塞夸尼疆域的東北角接壤萊茵河。

## 歷史

根據百官志，塞夸尼皇家輔助軍的盾牌圖案

在尤利烏斯·凱撒來到高盧前，塞夸尼人曾支持阿維爾尼以對抗愛杜依，並雇傭在阿里奧維斯圖領導下的蘇維匯人，讓他們度過莱茵河且提供他們協助(前71年)。儘管有他的幫助，使塞夸尼人打敗愛杜依人，但他們比之前更糟，由於阿里奧維斯圖剝奪他們領土的三分之一，而且在他們被征服而形同半奴役的時候，他又恐嚇要拿走另外三分之一。
塞夸尼人尋求凱薩的協助，他趕走日耳曼部族(前58年)，但在同時，愛杜依人強迫塞夸尼人屈服，放棄所有他們所有從愛杜依所得之物。這對於塞夸尼人而言極為憤慨，以至於加入維欽托利的起義(前52年)，而在阿萊西亞之戰失敗。在奧古斯都的統治下，此區域以塞夸尼亞組成比爾及高盧而知曉，在維特里烏斯死後(69年)，居民拒絕加入蓋厄斯·尤里烏斯·奇維里斯與尤利烏斯·薩賓策動的高盧起義去反抗羅馬，甚至將曾入侵過他們領地的薩賓趕走。一座在維森奇奧( Vesontio，今貝桑松)的凱旋門，有可能是紀念這次勝利。.
戴克里先把赫爾維蒂與上日耳曼尼亞併入塞夸尼亞，在當時稱為大塞夸諾倫省(Provincia Maxima Sequanorum)， 維森奇奧則接受 Metropolis civitas Vesontiensium 的名稱，爾後演變成薩伏依。五年後，高盧被日耳曼人征服，維森奇奧被掠奪(355年)。於尤利安治理下，提高些許作為防禦城市的重要性，能抵抗汪達爾人的攻擊。之後，當羅馬再也無法提供高盧居民防護時，塞夸尼被併入新成立的勃艮地王國。

## 主要居住地
- Vesontio (貝桑松)
- Luxovium (吕克塞莱班)
- Loposagium (吕克西奥)
- Portus Abucini (索恩港)
- Segobudium (Seveux)
- Epamanduodurum (芒德爾)
- Ariolica (蓬塔利耶)
- Magetobria / Admagetobria (Broye-lès-Pesmes)
- Pons Dubis (Pontoux)
- Castro Vesulio (沃苏勒)

## 註記
1. ↑  Butler, Samuel; Rhys, Ernest. . . Everyman. London; New York: J.M. Dent; E.P. Dutton. 1907.
2. 1 2 3  Chisholm 1911.
3. ↑  Strabo & Geography，Book 4, Chapter 3, Section 2
4. 1 2  Smith, William (编). . . Volume II. London: John Murray: 965–966. 1873.
5. ↑  Caesar & BG，Book I, Section 6.
6. ↑  Caesar & BG，Book I, Section 11.
7. ↑  Caesar & BG，Book VII, Section 90
8. ↑  Strabo & Geography，Book 4, Chapter 1, Section 11.
9. ↑  Caesar & BG，Book I, Section 1.